# ERS 9
Environmental Research Satellites 9 (ang. badawczy satelita środowiskowy) – również: Tetrahedron Research Satellite 9 (ang. czworościenny satelita środowiskowy) – amerykański wojskowy satelita naukowy. Wyniesiony wraz z satelitą MIDAS 9. Bliźniaczy do satelity ERS 10.
Satelita prowadził badania wpływu promieniowania kosmicznego na ogniwa słoneczne.
Trwałość orbity satelity szacowana jest na 5 000 lat.